# XXXVIII Festival Internacional de la Canción de Viña del Mar
El XXXVIII Festival Internacional de la Canción de Viña del Mar, o simplemente Viña '97, se realizó del 19 al 24 de febrero de 1997 en el anfiteatro de la Quinta Vergara, en Viña del Mar, Chile. Fue transmitido por Megavisión, Radio Chilena y Radio Aurora. Fue animado por Antonio Vodanovic y distintas coanimadoras.

## Programación

### Día 1 (miércoles 19)
- Animación: Antonio Vodanovic y Rebecca de Alba de  México.

- Shakira
- Dino Gordillo (Humor)
- Fernando Ubiergo
- Vanessa Mae
- Miguel Bosé

### Día 2 (jueves 20)
- Animación: Antonio Vodanovic y Christina Rocha de  Brasil.

- José Luis Perales
- Gilberto Gless (Humor)
- Thalía
- No Mercy
- Leandro y Leonardo[1]

### Día 3 (viernes 21)
- Animación: Antonio Vodanovic y Karina Rivera de  Perú.
- Ambra
- Los del Río
- Jorge Pérez (humor)
- Flavio César
- Los Pericos

### Día 4 (sábado 22)
- Animación: Antonio Vodanovic y Odalys García de  Cuba Estados Unidos.

- Laura Pausini
- Palta Meléndez (humor)
- Ana Cirré
- Los Cantantes

### Día 5 (domingo 23)
- Animación: Antonio Vodanovic y Valeria Mazza de  Argentina.

- Víctor Manuel y Ana Belén
- Pancho del Sur (humor)
- Marcos Llunas
- Paolo Meneguzzi
- La Sociedad

### Día 6 (lunes 24)
- Animación: Antonio Vodanovic y Paola Camaggi de  Chile.

- É o Tchan!
- Nacho Cano
- Leonardo Favio
- Juan Gabriel

## Anécdotas
- La cantante italiana Ambra se presentó con solo unas pocas canciones en una polémica actuación donde se introdujo en una tina junto a dos bailarines. La presentación fue duramente criticada por la prensa y desde ese entonces no ha vuelto a Chile.

## Jurado Internacional
- Leonardo Favio (presidente del jurado)
- Sergio Cárcamo
- Verónica Calabi
- Marcos Llunas
- Fernando Ubiergo
- Miguel Davagnino
- Thalía
- Eduardo Fuentes (Cantante)
- Carlos Díaz
- Pilar Montenegro
- Nacho Cano

## Jurado Folclórico
- Sergio Sauvalle
- Clarita Parra
- René Inostroza
- José Sepúlveda "El Monteaguilino"
- Jaime Campusano

Nota: En cursiva los jurados que actuaron en el Festival.

## Competencias
Internacional:
- 1.er lugar:  Argentina, Para vivir un dulce amor, de Víctor Heredia y Carlos Nilson, interpretada por Carlos Alfredo Elías.
- Mejor intérprete: Claudio Carrizo, intérprete de Te amaré en silencio,  Chile.

Folclórica:
- 1.er lugar: Cartagena, de Claudio Guzmán, interpretada por Tito Fernández.
- Mejor intérprete:

## Programas satélites
- Acompáñeme al festival (entrevistas, Megavisión)
- Interferencia, tu hora total (juvenil, Megavisión)
- No te pierdas el Festival (entrevistas, Megavisión)
- Meganoticias (noticiero, Megavisión)

## Transmisión internacional
- Brasil: SBT[2]
- Colombia: Canal A
- Argentina: Telefe
- Perú: América Televisión
- México: Canal de las Estrellas
- Venezuela: Venevisión
- Estados Unidos: Univision
- Puerto Rico: WAPA-TV

## Precios
- Palco: $20.000 (Abono: $100.000)
- Platea Central: $15.000 (Abono: $75.000)
- Platea Lateral: $11.000 (Abono: $55.000)
- Galería: 5.000 con gancho.